# Buitencentrum Boomkroonpad

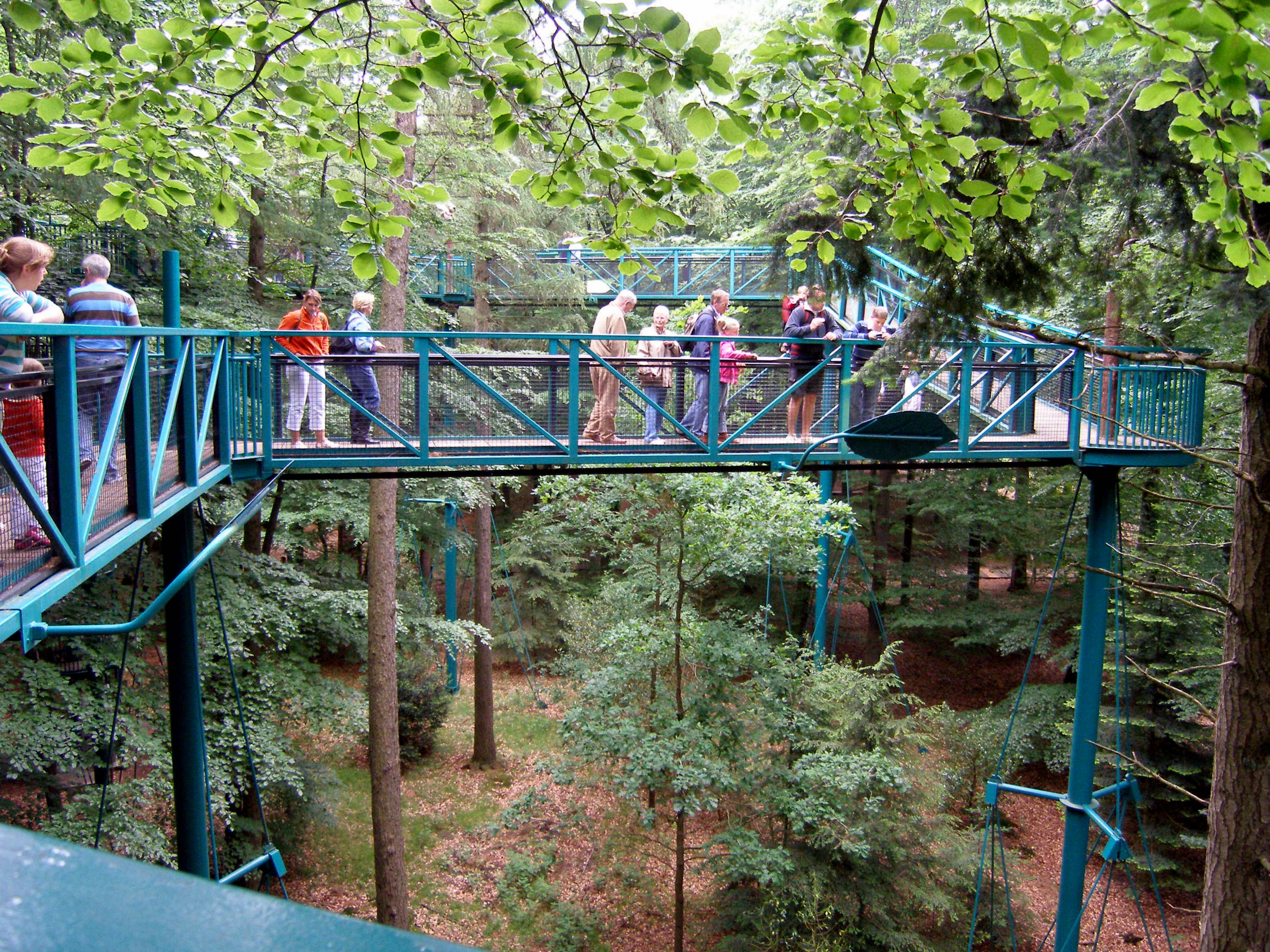
Boomkroonpad

Het buitencentrum Boomkroonpad is een bezoekerscentrum van Staatsbosbeheer in de provincie Drenthe.
Het centrum is gesitueerd in Drouwen langs de N34 bij Borger en maakt onderdeel uit van de Boswachterij Gieten-Borger. Het biedt informatie over de flora en fauna in het natuurgebied en geeft voorlichting over het Boomkroonpad, een wandelroute die langs de toppen van de bomen voert.